# 50-Hz-Arbeitsgemeinschaft

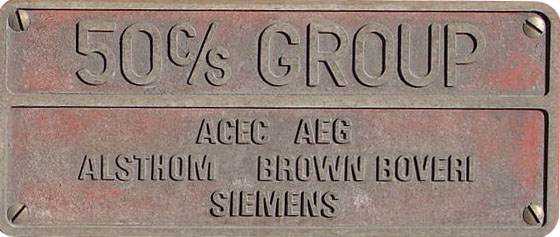
Firmenschild der 50-Hz-Arbeitsgemeinschaft an einer südafrikanischen Lokomotive aus dem Jahre 1991

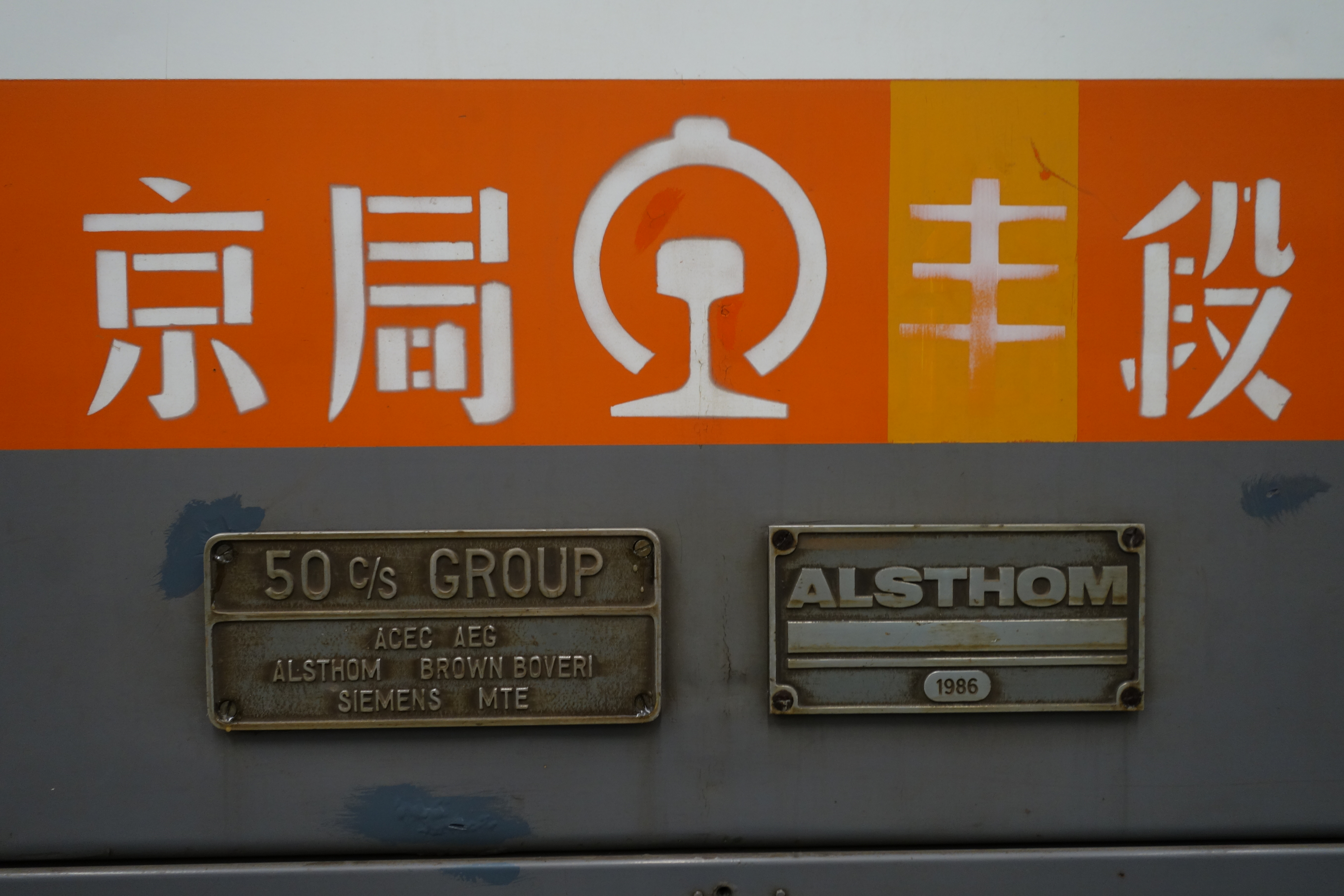
Anschriften an der chinesischen Lokomotive 8K-008

Die 50-Hz-Arbeitsgemeinschaft oder 50-Hz-Gruppe, englisch 50 c/s Group, französisch Groupement d’Étude d’Électrification Monophasé 50 Hz, später Groupement 50 Hz, war eine Arbeitsgemeinschaft von europäischen Schienenfahrzeugherstellern, welche elektrische Anlagen und Triebfahrzeuge für das 25-kV-50-Hz-Bahnstromsystem herstellte und vertrieb. Der Geschäftssitz der Gesellschaft war in Zürich.

## Geschichte
Die Arbeitsgemeinschaft wurde 1954 auf Initiative des französischen Bahningenieurs Fernand Nouvion gegründet mit dem Ziel, den Exportmarkt für die in Frankreich entwickelte Technologie der Bahnelektrifizierung mit einer Spannung von 25 kV und einer Frequenz von 50 Hz zu vermarkten. Einen ersten Erfolg erzielte die Arbeitsgemeinschaft mit der Elektrifizierung der S-Bahn Istanbul. Danach folgten die Portugiesischen Eisenbahnen sowie Exporterfolge in die Sowjetunion und China. Ein besonders großer Auftrag war die Elektrifizierung der Indischen Eisenbahnen mit 25 kV und 50 Hz. Die Arbeitsgemeinschaft verkaufte Ausrüstungsteile für über 1000 Lokomotiven nach Indien und war sehr erfolgreich bis in die Mitte der 1980er-Jahre.

## Hersteller
Der Arbeitsgemeinschaft gehörten bei der Gründung die folgenden Hersteller an:
- Ateliers de Constructions Electriques de Charleroi (ACEC) aus Belgien
- AEG aus Deutschland
- Alsthom aus Frankreich
- Brown, Boveri & Cie. (BBC) aus der Schweiz
- Jeumont aus Frankreich
- Maschinenfabrik Oerlikon aus der Schweiz
- Matériel de traction électrique (MTE) aus Frankreich
- Schneider-Westinghouse aus Frankreich
- Siemens aus Deutschland

Einige der oben aufgeführten Unternehmen fusionierten später miteinander. In den 1990er Jahren waren noch ACEC, AEG, Alsthom, BBC und Siemens in der Gruppe. BBC trat nach der Fusion mit Asea aus der 50-Hz-Gemeinschaft aus.

## Lieferumfang
Die meisten Projekte umfassten sowohl feste Anlagen wie auch Triebfahrzeuge und wurden von der Arbeitsgemeinschaft als Generalunternehmer abgewickelt. So wurden bis 1975 über 2150 Lokomotiven, Triebzüge und elektrische Ausrüstungen für Triebfahrzeuge geliefert. Weiter wurden 600 km Bahnstrecken elektrifiziert und Unterwerke mit einer Gesamtleistung von 330 MVA geliefert. Zum Lieferumfang gehörten auch Signal- und Funkanlagen sowie Fernsteuereinrichtungen. Die Projekte wurden in den folgenden Ländern abgewickelt:
- Jugoslawien[4]
- Südkorea
- Volksrepublik China
- Estado Novo (Portugal)
- Indien[4]
- Volksrepublik Ungarn[4]
- Türkei[4]
- Sowjetunion[1]
- Costa Rica[1]
- Belgisch-Kongo (heute Demokratische Republik Kongo)[1]
- Simbabwe

## Triebfahrzeuge
Die 50-Hz-Arbeitsgemeinschaft baute die folgenden Fahrzeuge:
| Land                              | Bahngesellschaft | Bezeichnung | Anzahl | Baujahr        | Bild  |
| --------------------------------- | ---------------- | ----------- | ------ | -------------- | ----- |
| Türkei                            | TCDD             | E8000       | 18 12  | 1955 1962–1963 |       |
| Portugal – Estado Novo (Portugal) | CP               | 2500        | 15     | 1956–1957      |       |
| Volksrepublik China               | CNR              | 6Y2         | 25     | 1958–1961      |       |
| Indien                            | IR               | WAM-1       | 100    | 1959–1960      |       |
| Sowjetunion                       | SŽD              | Ф           | 50     | 1959–1960      |       |
| Ungarn                            | MÁV              | V43         | 379    | 1962–1982      |       |
| Indien                            | IR               | WAG-1       | 112    | 1963–1966      |       |
| Portugal – Estado Novo (Portugal) | CP               | 2550        | 20     | 1963–1964      |       |
| Indien                            | IR               | WAG-3       | 10     | 1965           |       |
| Südkorea                          | Korail           | 8000        | 94     | 1972–1980      |       |
| Südafrika                         | SAR              | 7E          | 165    | 1978–1983      |       |
| Costa Rica                        | FECOSA           |             | 12     | 1980–1981      | [ 5 ] |
| Simbabwe                          | NRZ              | EL1         | 30     | 1983           | [ 6 ] |
| Volksrepublik China               | CR               | 8K          | 150    | 1987           |       |
| Südafrika                         | Spoornet         | 14E         | 3      | 1991–1994      |       |